# Menorca Bàsquet
El Menorca Bàsquet fou un club de bàsquet de Menorca, Balears.

## Història
Fundat el 1950 com Club Baloncesto La Salle Mahón, aquest club va anar progressant lentament, fins que en la temporada 1993-94 va aconseguir entrar en les lligues d'àmbit nacional amb l'ascens a la lliga EBA. A partir de la temporada següent, el primer equip va començar a jugar al Poliesportiu Municipal de Maó per raons reglamentàries i d'aforament.
Després d'unes quantes temporades a la zona baixa de la lliga EBA, al maig de 1997, amb José Luis Oliete d'entrenador i Don Paco Llull com a president, el primer equip es va proclamar campió de la lliga EBA a la final a vuit disputada a Chipiona i d'aquesta manera va assolir l'ascens a la Lliga LEB sota el patrocini d'institucions locals i autonòmiques. A partir d'aquí, el primer equip del club rep el nom de Menorca Bàsquet.
A la lliga LEB des de la primera temporada va estar lluitant als playoff d'ascens a la lliga ACB, amb els diversos entrenadors que es van anar succeint, com José Luis Oliete, Pedro Martínez o Quino Salvo. Al final de la temporada 1998-99 es va fer càrrec de l'equip José Luis Sintes, amb el qual seguiria la progressió del Menorca.
Finalment, a la temporada 2004-05 el primer equip va aconseguir proclamar-se subcampió de la Copa Príncep d'Astúries i subcampió de la lliga LEB (en ambdues finals derrotat pel Fuenlabrada) i va aconseguir l'anhelat ascens a l'ACB juntament amb al club madrileny.
Degut a l'ascens, l'organigrama del club es va haver de professionalitzar; a més el Poliesportiu Municipal de Maó, on jugava fins llavors i amb capacitat per a uns 2.500 espectadors, no complia amb la normativa de l'Associació de Clubs de Bàsquet, de manera que no va quedar cap més opció que construir un nou pavelló en un temps rècord de 100 dies, una altra vegada amb l'ajuda de les institucions locals i autonòmiques, que és on va jugar fins a la seva dissolució, el Pavelló Menorca.
La temporada 2005-06, la primera per al Menorca Bàsquet a l'ACB, fou una temporada plena de moments difícils però finalment es va aconseguir la permanència en un partit que es va disputar en el Pavelló Menorca davant de més de 5.200 persones. Va ser un partit impressionant en el qual tota l'afició menorquina no parà d'animar al seu equip ni un sol instant i, encara que gairebé al final semblava tot perdut, el Menorca Bàsquet va aconseguir la victòria, assolint poder seguir a l'ACB durant la temporada 2006-07. Al començament de la temporada 2006-2007, es va destituir a l'entrenador Curro Segura, quan havien transcorregut poques jornades de lliga. Va agafar l'equip Ricard Casas. Finalment, l'equip, després de molt de patiment, va tornar a aconseguir la permanència. La temporada 2007-08 l'equip es torna a salvar pels pèls del descens, copant el 16è lloc de la classificació.
En la temporada 2008-09, després de problemes interns i esportius, el club torna a acabar 16è, però en aquest cas això el condemna al descens de categoria, ja que aquella temporada eren 17 i no 18 els equips participants en la lliga, després de la renúncia de l'Akasvayu Girona. La plaça vacant fou coberta la temporada següent per l'Obradoiro CAB de Santiago de Compostel·la degut a una sentència del Tribunal Suprem.
Després d'un any a la lliga LEB Or, el Menorca Bàsquet aconsegueix de nou l'ascens a l'ACB, però en la temporada 2010-11 no s'aconsegueix la permanència, copant el 18è lloc de la classificació. En la temporada 2011-12 el Menorca Bàsquet aconsegueix de nou la plaça a l'ACB després de quedar segon a la lliga LEB Or i aconseguir guanyar els playoffs. No obstant això, el club no aconsegueix reunir l'aval econòmic que reclamava la Federació, i de manera sorprenent, el 27 de juny de 2012 la directiva del club emet un comunicat de premsa en el qual s'anuncia la dissolució del club davant la incapacitat econòmica de garantitar la viabilitat del projecte.

## Trajectòria
| Temporada | Competició              | Classificació                    |
| --------- | ----------------------- | -------------------------------- |
| 2011/12   | LEB Or                  | 2n (ascens)                      |
| 2010/11   | ACB                     | 18è (descens)                    |
| 2009/10   | LEB Or                  | 2n (ascens)                      |
| 2008/09   | ACB                     | 16è(descens)                     |
| 2007/08   | ACB                     | 16è                              |
| 2006/07   | ACB                     | 15è                              |
| 2005/06   | ACB                     | 16è                              |
| 2004/05   | LEB                     | 2n (Ascens)                      |
| 2004/05   | Copa Príncep d'Astúries | Subcampió                        |
| 2003/04   | LEB                     | 6è                               |
| 2002/03   | LEB                     | 5è                               |
| 2001/02   | LEB                     | 9è                               |
| 2000/01   | LEB                     | 4t                               |
| 1999/2000 | LEB                     | 4t                               |
| 1998/99   | LEB                     | 4t                               |
| 1998/99   | Copa Príncep d'Astúries | Subcampió                        |
| 1997/98   | LEB                     | 6è                               |
| 1996/97   | EBA                     | 1r (Ascens)                      |
| 1996/97   | Copa Príncep d'Astúries | Campió                           |
| 1995/96   | EBA                     | 9è                               |
| 1994/95   | EBA                     | 11è                              |
| 1993/94   | 2a Divisió              | 4t i 1r a la fase final (Ascens) |
| 1992/93   | 2a Divisió              | 6è                               |
| 1991/92   | 2a Divisió              | 4t                               |
| 1990/91   | 2a Divisió              | 5è                               |
| 1989/90   | 2a Divisió              | 6è                               |
| 1988/89   | 2a Divisió              | 5è                               |
| 1987/88   | 2a Divisió              | 4t                               |
| 1986/87   | 2a Divisió              | 3r                               |
| 1985/86   | 2a Divisió              | 13è                              |
| 1984/85   | 3a Divisió              | 1r (Ascens)                      |
| 1983/84   | 2a Divisió              | 13è                              |
| 1982/83   | 3a Divisió              | 1r (Ascens)                      |
| 1981/82   | 3a Divisió              | 2n                               |
| 1980/81   | 3a Divisió              | 2n                               |
| 1979/80   | 3a Divisió              | 5è                               |